# Livre épuisé

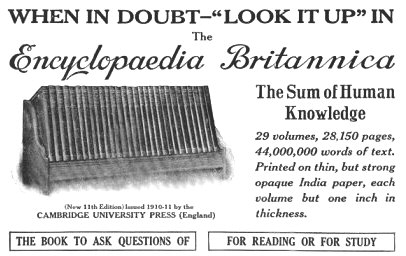
Un ouvrage aujourd'hui épuisé : la 11e édition de l'Encyclopædia Britannica. Publicité dans le National Geographic Magazine de mai 1913.

Le livre épuisé ou ouvrage épuisé  (en anglais out-of-print book), est une composante de l’activité éditoriale qui concerne la grande majorité des publications. 
À la fin du parcours de la « chaîne du livre » il arrive que le tirage initial défini par l’éditeur soit épuisé. Ce qualificatif désigne le fait qu’un ouvrage n’est plus imprimé par l’éditeur et donc ne se diffuse plus parmi les réseaux de commercialisation du livre.

## La «chaîne du livre»
Le parcours d’un livre est dirigé par l’éditeur. Attention à ne pas restreindre l’éditeur au rôle de directeur d’une maison d’édition, car dans la plupart des cas l’éditeur désigne un salarié d’une maison d'édition. Les fonctions d’un éditeur consistent à prendre en charge un livre à la manière d’une entreprise. Ainsi ils élaborent leurs produits sur base d’un manuscrit sélectionné ou commandé auprès d’un auteur. Afin de l’intégrer dans la cohérence de leur collection éditoriale, plusieurs interventions entrent en compte dans la conception de leur produit (par exemple des correcteurs, relecteurs, maquettistes, graphistes etc.). 
Pour la réalisation physique du livre, l’éditeur va s’adresser à un imprimeur avec un nombre déjà préétabli d’exemplaires. La production de ces exemplaires constitue ce qu’on appelle le premier tirage. Pour la publication du livre d’un auteur de petite notoriété, les exemplaires sont au nombre de quelques milliers. La commercialisation du livre est assurée par un diffuseur, sollicité en amont par l’éditeur, et par un distributeur. La fonction du diffuseur consiste à démarcher les librairies pour créer des commandes auprès de l’édition. Ces commandes sont par la suite délivrées par le distributeur jusqu’aux librairies concernées. Ce premier tirage entre en compte dans le planning financier de l’éditeur, celui-ci couvre les frais occasionnés par la production et la commercialisation d’un livre avec la possibilité d’une plus-value.
Envisager un second tirage pour un éditeur est un risque financier, en conséquence la majorité des livres ne connaissent qu’un seul tirage. Si les exemplaires se vendent le tirage initial sera alors épuisé.

### Les enjeux de la réimpression
La réimpression d’un livre dépend de plusieurs facteurs qui pourraient occasionner une importante demande de la part des libraires. Cependant au-delà du danger financier que cela représente d’autres obstacles sont mis en jeu. Lorsque le tirage d’un livre est déclaré épuisé par l’éditeur les droits de l’auteur, ou de sa succession, lui sont restitués. La possibilité d’une réimpression est alors dépendante de la ré-acquisition des droits par le même éditeur, ou par un autre. Une fois que ces contraintes juridiques sont élucidées, l’éditeur peut republier le livre à la manière de sa première édition. 
Un cas de figure plus rare peut être confronté à la demande d’une réimpression. Ce dernier se présente lorsque la notoriété d’un auteur se développe. La revalorisation de l’œuvre d’un écrivain s’acheminera vers la création d’une demande de réimpression de la part des libraires.

### Les stratégies éditoriales
Déclarer un tirage comme étant épuisé, nécessite de la part des éditeurs de renoncer aux droits d’auteur. Ces mêmes droits constituent un privilège qui peut dans certains cas de figure s’avérer profitable. Afin de préserver cet avantage les éditeurs mettent en place une stratégie juridique qui vise à déclarer le livre en « rupture de stock indéfiniment », par conséquent aucun renoncement des droits ne doit être effectué.
Une autre tactique consiste à maintenir l’état de rupture de stock d’un livre pendant une longue période afin qu’à l’avenir une réédition du même ouvrage soit envisagée. Le produit subirait alors une réadaptation consistant à retravailler le graphisme du livre (couverture, format, typographie etc.) ou son contenu afin de le rendre plus contemporain au contexte de sa publication. Cette stratégie éditoriale ambitionnerait la relance de sa demande auprès des librairies.
Certains éditeurs limitent intentionnellement les tirages de certaines publications. La production d’un nombre réduit d’exemplaires par rapport à la demande des libraires consiste à créer des « éditions limitées ». Celles-ci s’adressent à une clientèle très ciblée qui se compose majoritairement de collectionneurs. Cette stratégie cache plus ou moins implicitement l’engagement que ces rares exemplaires ne seront plus publiés suivant la même conception que leur tirage initial.

## La question du droit d'auteur
Le droit d'auteur est une loi qui assure la protection de la propriété littéraire d'un auteur. Cette loi se compose de deux dimensions: 
1. Les droits moraux;
2. Les droits patrimoniaux.

- Les droits patrimoniaux[9] permettent à l'auteur l'exploitation économique de son œuvre. Le droit patrimonial est ce qui est mis en jeu dans le contrat que passe un auteur avec son éditeur. Cette loi autorise l'écrivain à céder à un tiers une partie ou l'entièreté du droit d'exploitation économique de son œuvre, en échange de rémunération forfaitaire ou d'un pourcentage sur les ventes.
- Le droit moral constitue la propriété de la production intellectuelle d'un auteur. Cette loi restitue à l'écrivain  l'exclusivité de l'usage de sa création. Cependant le fait de citer une œuvre écrite reste pleinement légale lorsque celle-ci mentionne le nom de l'auteur. Par ailleurs, le droit moral est ce qui permet à l'auteur de préserver la valeur et la forme de sa création. Ainsi, lorsque l'auteur décède cette loi peut protéger l'œuvre d'une quelconque transformation.

Une étude réalisée par Paul J. Heald, professeur de droit à l’université de l’Illinois, révèle que la plupart des livres disponibles sur le marché sont des livres qui sont tombés dans le domaine public. Cette étude se fonde sur une observation des offres de la plus vaste plateforme de vente de livres en ligne ; Amazon.com. Un phénomène qui réduit la disponibilité sur le marché d’un livre publié sous droit d’auteur, entrainant le découragement des éditeurs à réaliser la publication de l’œuvre d’un écrivain contemporain.

## Deuxième vie du livre épuisé
Il est possible de consulter un livre dont le tirage est épuisé à l’aide d’un emprunt auprès des bibliothèques. Concernant son acquisition, il est possible de trouver en librairie un exemplaire datant de la première publication d’un livre.
Avec le développement d'Internet, de nombreux sites se sont spécialisés dans la recherche de livres d’occasion aux tirages épuisés. L’offre de ces ouvrages est produite de la part de libraires qui se sont professionnalisés dans ce secteur, ainsi que de particuliers détenant les livres concernés par la recherche.

### Alternatives à la réimpression

#### La numérisation
La Fédération des éditeurs européens, à l'origine d'un « dialogue entre ayants droit et institutions patrimoniales », s'est satisfaite en 2011, d'un protocole d'accord européen permettant à des bibliothèques de numériser certaines œuvres indisponibles. En France, en 2012, une proposition de loi du sénateur Jacques Legendre sur l'exploitation numérique des livres publiés avant le 31 décembre 2000, est discutée. Le 13 février 2012, le Sénat donne son accord à l'unanimité au texte de la Commission mixte paritaire sur une proposition de loi permettant la numérisation des œuvres indisponibles du XXe siècle. 
La survie d’un livre dont le tirage est épuisé, peut s’accomplir par sa numérisation à l’aide d’un scanner. Cette technique apparue grâce à l’avancée technologique, permet de convertir un livre physique en fichier numérique. L’avantage qu’offre cette avancée technologique s’exprime par la facilité avec laquelle le fichier numérique peut se diffuser et se reproduire. Ce fichier peut se lire comme un texte électronique qui peut intégrer une bibliothèque numérique, notamment les bases de données les plus connues : Google Livres et la BNF, ou la bibliothèque d’un livre numérique (ebook).

#### L'impression à la demande ou POD
L’impression à la demande ou POD (Print On Demand) constitue une alternative pour la perpétuation de livres épuisés. Ce dispositif d’impression numérique permet d’acquérir dans un court laps de temps un seul ou un nombre réduit d’exemplaires d’un ouvrage qui ne se publie plus. Le caractère très avantageux de cette technique est d’éviter les coûts de production et de stock qu’occasionnerait une impression  « traditionnelle », cela en répondant à la demande formulée par la commande. Issue du perfectionnement des équipements bureautiques, notamment due à l’invention du photocopieur xérographique par l’entreprise américaine Xerox ; cette technique s’alliant aux fichiers numérisés des livres permet aux éditeurs, libraires et particuliers de restreindre la complexité de leurs rapports. La distance instaurée entre la chaîne de la création d’un ouvrage et l’acquisition finale de ce produit est alors considérablement réduite, permettant à un particulier de se sentir d’un certain point de vue intégré dans la réalisation d’un livre.